# Cleora olivata
Cleora olivata là một loài bướm đêm trong họ Geometridae.